# Dao (Capiz)
Dao is een gemeente in de Filipijnse provincie Capiz op het eiland Panay. Bij de laatste census in 2007 had de gemeente ruim 31 duizend inwoners.

## Geografie

### Bestuurlijke indeling
Dao is onderverdeeld in de volgende 20 barangays:
| - Aganan - Agtambi - Agtanguay - Balucuan - Bita - Centro - Daplas - Duyoc - Ilas Sur - Lacaron | - Malonoy - Manhoy - Mapulang Bato - Matagnop - Nasunogan - Poblacion Ilawod - Poblacion Ilaya - Quinabcaban - Quinayuya - San Agustin |

## Demografie
Dao had bij de census van 2007 een inwoneraantal van 31.420 mensen. Dit zijn 797 mensen (2,6%) meer dan bij de vorige census van 2000. De gemiddelde jaarlijkse groei komt daarmee uit op 0,36%, hetgeen lager is dan het landelijk jaarlijks gemiddelde over deze periode (2,04%). Vergeleken met de census van 1995 is het aantal mensen met 2.154 (7,4%) toegenomen.

De bevolkingsdichtheid van Dao was ten tijde van de laatste census, met 31.420 inwoners op 88,64 km², 354,5 mensen per km².